# Trương Thanh Hằng
Trương Thanh Hằng (née le 1er mai 1986 à Hô Chi Minh-Ville) est une athlète vietnamienne spécialiste du demi-fond. Elle est l’actuelle détentrice des records du Viêt Nam d'athlétisme du 800 mètres et du 1 500 mètres avec 2 min 00 s 91 et 4 min 09 s 58, temps réalisés à Canton le 25 novembre 2010.

## Biographie

### Palmarès
| Date | Compétition                  | Lieu              | Résultat | Épreuve      | Performance        |
| ---- | ---------------------------- | ----------------- | -------- | ------------ | ------------------ |
| 2005 | Jeux d'Asie du Sud-Est       | Manille           | 3e       | 800 mètres   | 2 min 04 s 60      |
| 2005 | Jeux d'Asie du Sud-Est       | Manille           | 1re      | 1 500 mètres | 4 min 18 s 50      |
| 2007 | Jeux d'Asie du Sud-Est       | Nakhon Ratchasima | 1re      | 800 mètres   | 2 min 02 s 39 (NR) |
| 2007 | Jeux d'Asie du Sud-Est       | Nakhon Ratchasima | 1re      | 1 500 mètres | 4 min 11 s 60 (NR) |
| 2007 | Championnats d'Asie          | Amman             | 1re      | 800 mètres   | 2 min 04 s 77      |
| 2007 | Championnats d'Asie          | Amman             | 3e       | 1 500 mètres | 4 min 26 s 77      |
| 2009 | Jeux asiatiques en salle     | Hanoï             | 2e       | 800 mètres   | 2 min 03 s 65      |
| 2009 | Jeux asiatiques en salle     | Hanoï             | 3e       | 1 500 mètres | 4 min 23 s 04      |
| 2009 | Jeux d'Asie du Sud-Est       | Vientiane         | 1re      | 800 mètres   | 2 min 02 s 74      |
| 2009 | Jeux d'Asie du Sud-Est       | Vientiane         | 1re      | 1 500 mètres | 4 min 19 s 48      |
| 2009 | Championnats d'Asie          | Canton            | 3e       | 800 mètres   | 2 min 05 s 33      |
| 2009 | Championnats d'Asie          | Canton            | 3e       | 1 500 mètres | 4 min 33 s 46      |
| 2010 | Championnats d'Asie en salle | Téhéran           | 1re      | 800 mètres   | 2 min 12 s 75      |
| 2010 | Jeux asiatiques              | Canton            | 2e       | 800 mètres   | 2 min 00 s 91 (NR) |
| 2010 | Jeux asiatiques              | Canton            | 2e       | 1 500 mètres | 4 min 09 s 58 (NR) |
| 2011 | Jeux d'Asie du Sud-Est       | Palembang         | 1re      | 800 mètres   | 2 min 02 s 65      |
| 2011 | Jeux d'Asie du Sud-Est       | Palembang         | 1re      | 1 500 mètres | 4 min 15 s 75      |
| 2011 | Championnats d'Asie          | Kōbe              | 1re      | 800 mètres   | 2 min 01 s 41      |
| 2011 | Championnats d'Asie          | Kōbe              | 1re      | 1 500 mètres | 4 min 18 s 40      |

### Records
| Épreuve      | Performance        | Lieu   | Date             |
| ------------ | ------------------ | ------ | ---------------- |
| 800 mètres   | 2 min 00 s 91 (NR) | Canton | 25 novembre 2010 |
| 1 500 mètres | 4 min 09 s 58 (NR) | Canton | 25 novembre 2010 |